# Bärnwinkel
Bärnwinkel ist ein Ortsteil der Gemeinde Trabitz im Landkreis Neustadt an der Waldnaab in der Oberpfalz in Bayern. 

## Lage und Verkehrsanbindung
Das Dorf liegt ca. 5 km südlich des Kernortes Trabitz und 4 km nördlich von Grafenwöhr. Die B 470 verläuft nördlich und die B 299 östlich.
Knapp südlich von Bärnwinkel mündet der Eschenbach von rechts in die Creußen. 